# Laguna Nerete
La laguna Nerete est un lac situé en Colombie, dans le département de Nariño.

## Géographie
La laguna Nerete s'étend sur 2,25 km2 dans la municipalité de Roberto Payán. Elle se vide dans une petite rivière affluent du río Patía. 